# Торхово (Калузька область)
Торхово (рос. Торхово) — присілок в Мещовському районі Калузької області Російської Федерації.
Населення становить 43 особи. Входить до складу муніципального утворення Залізнична станція Кудринська.

## Історія
Від 2004 року входить до складу муніципального утворення Залізнична станція Кудринська.

## Населення
| 2002 | 2010 |
| ---- | ---- |
| 37   | ↗43  |